# Mont Poules Marrons
Mont Poules Marrons ist ein Gipfel der Insel Silhouette im Inselstaat Seychellen im Indischen Ozean.

## Geographie
Der Gipfel liegt südöstlich der Inselmitte. Im Nordwesten steigt das Massiv bis zum Mont Dauban an.
Der Gipdel überblickt den Pointe Ramasse Tout im Osten und die Bucht Anse Lascar mit dem Hauptort der Insel im Norden.